# Departamento de Sarmiento (kommun i San Juan)
Departamento de Sarmiento är en kommun i Argentina.   Den ligger i provinsen San Juan, i den centrala delen av landet, 1 000 km väster om huvudstaden Buenos Aires. Antalet invånare är 19 092. Arean är 15,0 kvadratkilometer.
Terrängen i Departamento de Sarmiento är huvudsakligen platt, men åt nordväst är den kuperad.
Omgivningarna runt Departamento de Sarmiento är i huvudsak ett öppet busklandskap. Runt Departamento de Sarmiento är det mycket glesbefolkat, med 7 invånare per kvadratkilometer.